# Clemensia quinqueferana
Clemensia quinqueferana là một loài bướm đêm thuộc phân họ Arctiinae, họ Erebidae.